# Carrossel (álbum de 1995)
Carrossel é a terceira e última trilha sonora brasileira da telenovela mexicana Carrusel, lançada em 1995.

## Informações
Carrusel foi transmitida originalmente no Brasil pelo SBT em 1991, e foi reprisada mais duas vezes pelo canal, em 1993 e 1995. Durante sua exibição em 1991, a emissora lançou duas trilhas sonoras da novela com canções intepretadas por artistas brasileiros.
Em 1995, por conta do sucesso que obteve a sua segunda reprise, a emissora em parceria com a gravadora Polygram (hoje Universal Music), decide lançar uma terceira trilha, com outra capa e design. Ela é uma espécie de coletânea que reúne as principais músicas da primeira e segunda trilha lançadas em 1991. A única música inédita que foi lançada neste álbum é a versão remixada da canção tema brasileira "Carro-Céu", cantada novamente pelo grupo Super Feliz, porém em nova formação.

## Faixas
| N.º            | Título                                                   | Compositor(es)            | Intérprete(s)  | Duração |  |
| 1.             | "Carro-Céu"                                              | Anires Marcos R. Vigna    | Super Feliz    | 4:01    |  |
| 2.             | "Amiga Professora"                                       | João Plinta Ângela Márcia | Grayce         | 2:51    |  |
| 3.             | "Hino à Criança"                                         | Plinta César Rossini      | Grupo Papillon | 2:32    |  |
| 4.             | "Pot-Pourri: Aranha Teimosa/Nossos Sentidos/Marrê-Marrê" |                           | Marlene Costa  | 3:27    |  |
| 5.             | "Pot-Pourri: São-João/Coelhinho Bossa Nova/Os Dedinhos"  |                           | Costa          | 3:55    |  |
| 6.             | "Pot-Pourri: O Sapo/O Bom Camarada"                      |                           | Costa          | 4:23    |  |
| 7.             | "Carro-Céu (Versão Dancing)"                             | Marcos Vigna              | Super Feliz    | 6:06    |  |
| 8.             | "Canção do Papai"                                        | Plinta Márcia             | Laura          | 3:04    |  |
| 9.             | "Pot-Pourri: A Casinha/A Barata"                         |                           | Costa          | 2:47    |  |
| 10.            | "Pot-Pourri: Os Indiozinhos/Pop Pop/Fifi"                |                           | Costa          | 4:00    |  |
| 11.            | "Pot-Pourri: Meu Lanchinho/Borboletinha/Sapo Jururú"     |                           | Costa          | 3:22    |  |
| 12.            | "Pot-Pourri: Pombinha Branca/Meu Lencinho/Bata Palmas"   |                           | Costa          | 3:10    |  |
| Duração total: | Duração total:                                           | Duração total:            | Duração total: | 42:18   |  |